# Platycoelia bordoni
Platycoelia bordoni är en skalbaggsart som beskrevs av Martinez 1976. Platycoelia bordoni ingår i släktet Platycoelia och familjen Rutelidae. Inga underarter finns listade i Catalogue of Life.